# Beszbarmak

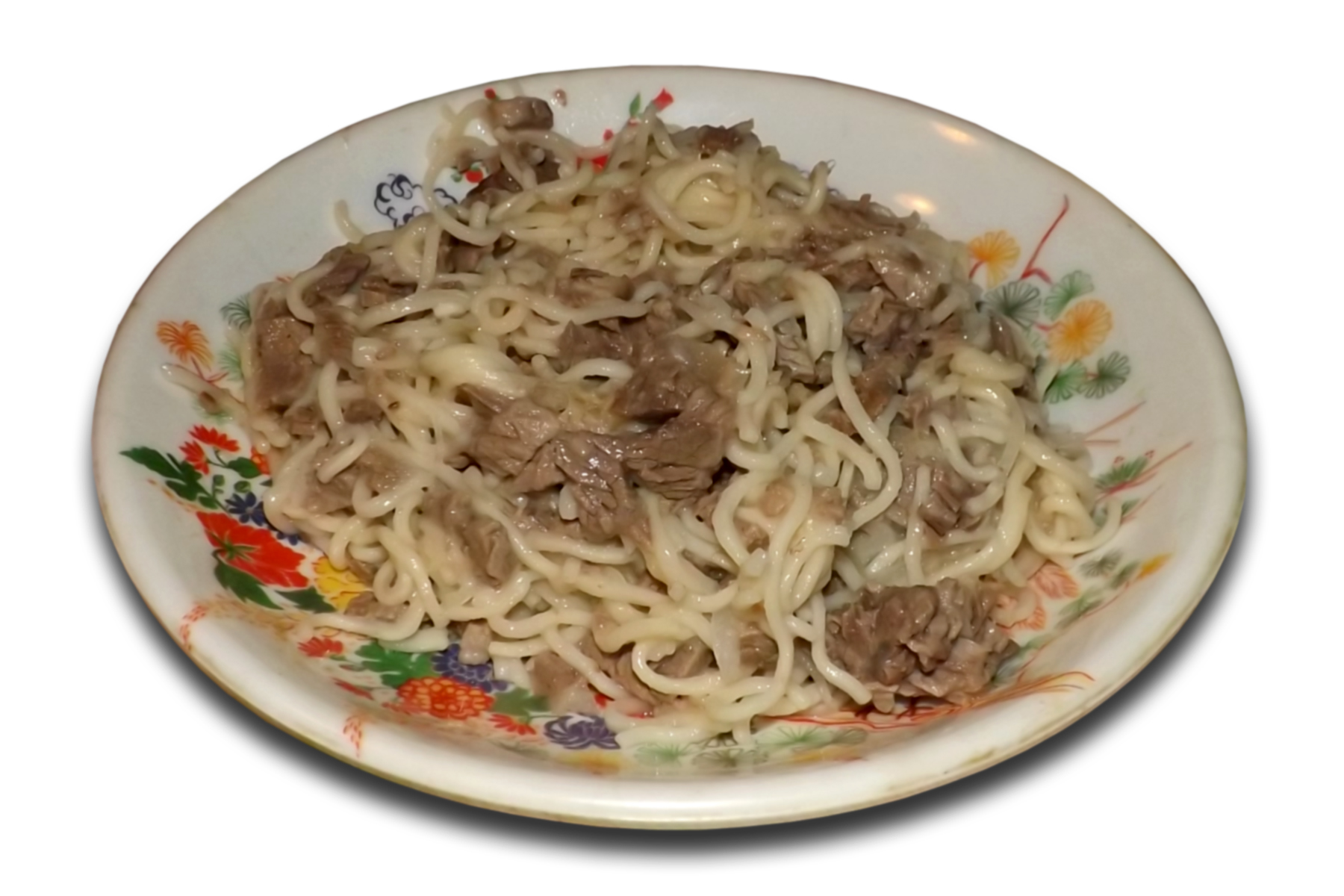
Beszbarmak

Beszbarmak (kirg. бешбармак, dosł. „pięć palców”) – tradycyjne danie dawnych koczowniczych ludów tureckich Azji Środkowej m.in. Kazachów, Kirgizów, Baszkirów i Tatarów. 
Przyrządzane jest z baraniny lub koniny gotowanych w jednym garnku z makaronem przygotowanym na szerokie plastry. Nazwa beszbarmak, czyli pięć palców pochodzi od sposobu jedzenia tego dania – je się je jedną ręką (nie używając sztućców). Tradycyjnie wraz z beszbarmakiem serwuje się barani lub koński łeb ze zwierzęcia użytego do przygotowania potrawy.